# Art nasride

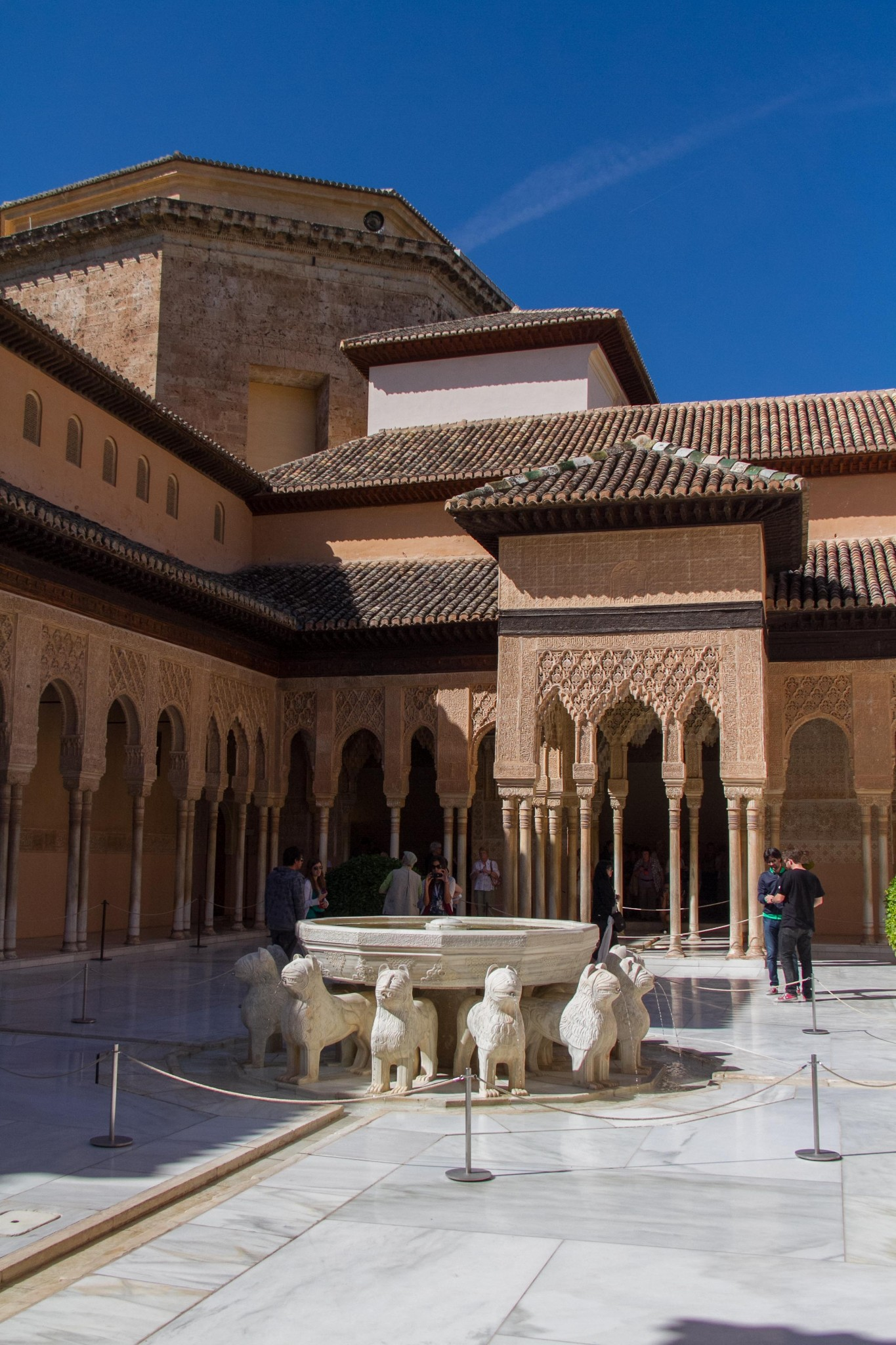
Cour des lions du palais de l'Alhambra.

L'Art nasride désigne les techniques d'art ornemental développées par les artisans andalous qui ont contribué à la construction des palais des princes Nasrides sur l'Alhambra de Grenade, en Andalousie jusqu'en 1492.
L'Alhambra est une ville fortifiée située sur la colline La Sabika à grenade. Elle a été construite de manière à être autonome par rapport à la ville qu'elle surplomb. Les constructions de " La muraille rouge" ont commencé en 1238 avec Mohammed-Ben-Nazar. Il s'agit du début de l'ère nasride. Cet ensemble palatial est augmenté par ses successeurs. En 1492, après la prise de Grenade par les Rois Catholiques, l’Alhambra reste un complexe palatial royal. L'ensemble a été l'objet de plusieurs réformes. Celles-ci ont été nécessaires à cause de la fragilité du décor mais aussi à cause d'événements extérieurs, par exemple en 1812, durant l'occupation napoléonienne. Les troupes françaises provoquent l'explosion de quelques fortifications, notamment la Torre de los Siete Suelos. Aujourd'hui l’Alhambra est un Patrimoine Mondial par l’UNESCO.
Le terme s'oppose à l'art des Omeyyades d'Espagne, plus monumental, représentatif de la Grande mosquée de Cordoue; tous deux constituent des prolongements de l'art islamique et religieux.

## Histoire de l'art

### Apogée de l'art islamique en Occident
En l'espace de 170 ans, avant que la pression des armées combinées des Rois Catholiques ne s'accentue sur le petit royaume subsistant de la grandeur mourante d'Al-Andalus, les artistes décorateurs caracolant de la colline de l'Albaicín, où la plupart étaient logés, au plateau de l'Alhambra, édifièrent sur les murs des salles et cours intérieurs des palais nasrides une merveille de décoration ; leur savoir-faire dans les stucs et les styles représentatifs de l'art floral était au plus haut; il constituait le syncrétisme des cultures artistiques latines (par les Romains et au contact des Byzantins) et Islamiques (elle-même syncrétisme entre les arts Arabe, les arts Byzantin et les techniques Perse).
Si aujourd'hui un liseré décoratif de mosaïque se trouve communément dans maintes salles de bains en Espagne, il s'agit certes d'une pâle figure, mais d'un legs en droite ligne des salles que les castillans découvrirent dans les palais de l'Alhambra. Les Espagnols en généralisèrent l'emploi dans l'embellissement intérieur de leurs maisons, et ce dans toutes les terres des Espagnes.

### Postérité

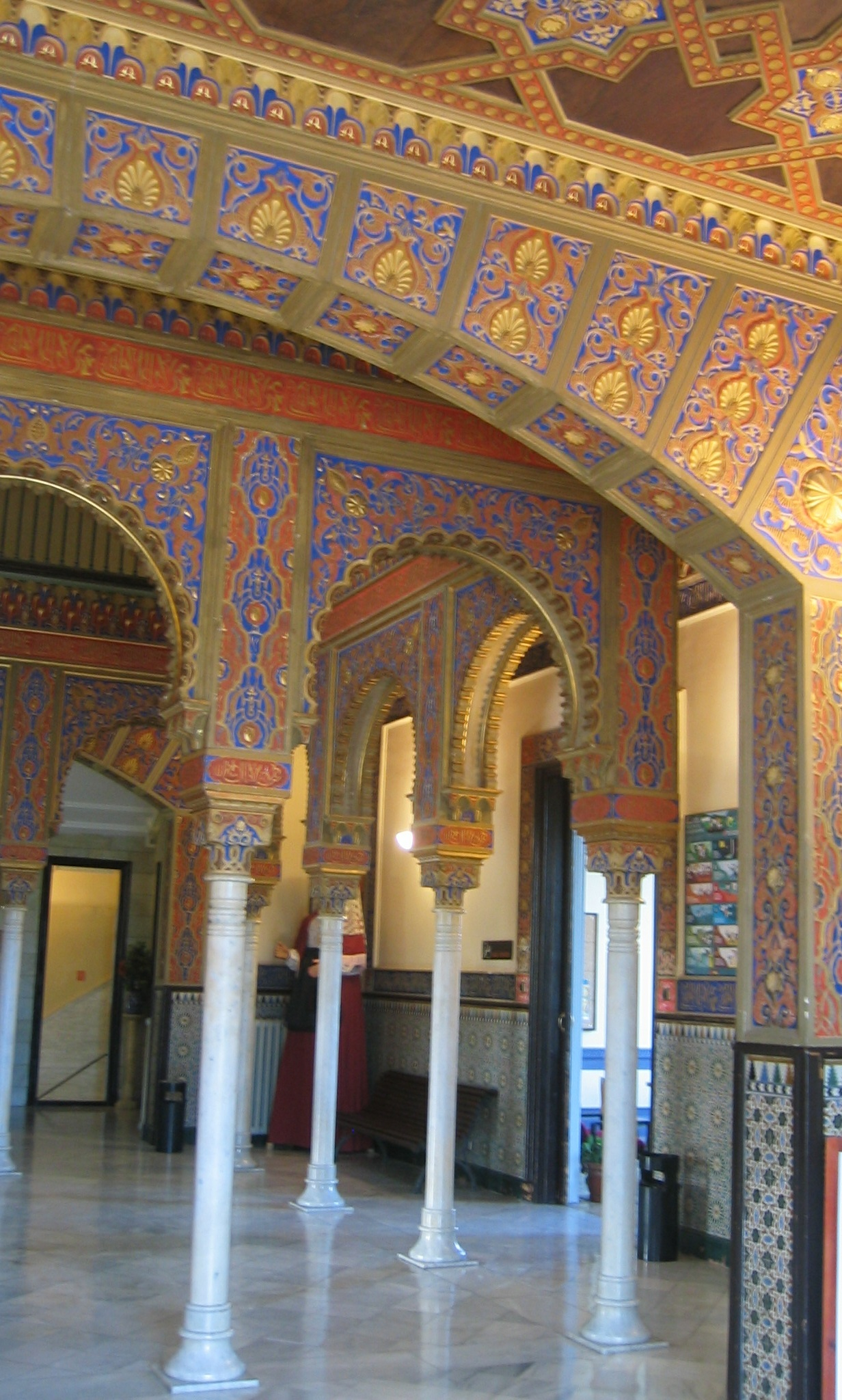
Hall d'entrée d'une auberge de jeunesse à Barcelone, copie (en couleurs) des techniques nasrides

Après leur défaite, les vainqueurs allaient développer sur ce site conquis un art occidental d'un orgueil monumental beaucoup plus rude, comparé à la profusion de détails rencontrée dans ces palais.
L'attrait des jeux d'eau développés dans les jardins d'agrément de l'Alhambra allait également lancer une mode qui allait faire bon train à compter de la Renaissance, dans toutes les cours européennes, Castille et Italie en tête.
Charles Quint, successeur des Rois Catholiques sur cette zone du monde, allait s'acquitter de la tâche de diffuser dans son énorme Empire les idées observées dans la mémoire morte constituée par ces palais en excellent état au moment de la reddition des Nasrides, les mêlant aux idées humanistes des laboratoires de la Renaissance alors en pleine effervescence dans les villes d'Italie.
Il reste que cet art éblouissant a conquis les techniques et l'intérêt des artistes décorateurs en Espagne et de par le monde, source de nombreuses copies.

## Catalogue

### Matières travaillées
- émaillerie cloisonnée ;
- faïence polychrome ;
- céramique
  - à l'origine à trois couleurs : blanc, bleu, vert ;
  - azulejos.
- bois sculpté pour : 
  - surfaces extérieures ;
  - plafonds à caissons [artesonados] à marqueterie.
- Pierre : pour les colonnades avec chapiteaux 
  - Marbre, en plaques et en chapiteau
    - pour les dalles des murets et des sols,
    - ainsi que les vasques des fontaines

  - pavement des extérieurs et passages dans les jardins, insertion de mosaïques monochromes entre les dalles.

### Architecture et décoration
- arcs festonnés;
- colonnade avec chapiteaux;
- fenêtre à jalousies.

### Techniques

#### Évolutions et améliorations
- évolution du dessin géométrique arabe ;
- évolution de la décoration végétale ;
- décoration épigraphique ;
- charpenterie décorée toute en finesse sur les plafonds.

#### Techniques d'embellissement
- stuc en ciselure, à l'époque des princes, peint en polychromie
  - sur les façades;
  - sur les plafonds : nids d'abeille de stuc, parfois en ruissellement de stalactites.
- placage de métal sur les portes;
- panneaux de mosaïques de faïence, représentant des motifs géométriques;
- frises de séparation horizontale.

### Éléments des jardins d'agrément
- vasques des fontaines ;
- bassins ;
- jets d'eau ;
- rigoles descendant sur les côtés, parfois même au centre des escaliers.